# أبو المطامير
</ref>
| المسؤول الثاني = رئيس المدينة
| اسم المسؤول الثاني = 
| المسؤول الثالث = 
| اسم المسؤول الثالث = 
| مساحة الأرض = 
| مساحة المياه = 
| ارتفاع = 
| المساحة الكلية = 
| التعداد السكاني = 44,511
| سنة التعداد = 2006
| الكثافة السكانية = 
| خط العرض = 30.9081
| خط الطول = 30.1743
| غرينتش توقيت صيفي = 
| التوقيت = شرق خط الطول الرئيسي
| فرق التوقيت = +2
| الرمز البريدي = 
| الرمز الهاتفي = 045 (2+)
| موقع = 
}}
أبو المطامير، مدينة مصرية تقع شمال مصر، وتتبع محافظة البحيرة إدارياً، وهي عاصمة مركز أبو المطامير.

## تاريخ المدينة
كانت المدينة موجودة قبل الفتح الإسلامي لمصر وكان الرومان يتخذونها مقراً لتخزين الغلال. سميت المدينة بهذا الاسم نسبةً لأن القمح يخزن قديما فيما يسمى بالمطمورة وجمع مطمرة مطامير، وذلك لأن المدينة كانت سلة لغلال البحيرة.

## مركز أبو المطامير
يتكون مركز أبو المطامير من 8 وحدات محلية هي :
- شمال التحرير.
- قرية أحمد شوقي.
- مدينة أبوالمطامير.
- الشيخ محمد متولي الشعراوي.
- أبوبكرالصديق الجديدة.
- زاوية صقر.
- النمرية.
- كوم الفرج.

## السكان
بلغ عدد سكان أبو المطامير 44,511 نسمة، منهم 22,969 ذكر و21,542 أنثى بحسب الإحصاء الرسمي لعام 2006.